# Liz Carroll
Pour les articles homonymes, voir Carroll.
Liz Carroll, née le 19 septembre 1956, dans la paroisse de Visation à Chicago (États-Unis) de parents nés en Irlande et récemment installés aux États-Unis, est une compositrice et une violoneuse américaine, virtuose de musique traditionnelle irlandaise.
Elle remporte en 1974 le titre de championne All-Ireland Fleadh, dans la catégorie des moins de 18 ans, et un an plus tard, le titre senior.

## Biographie

### Formation et débuts
Liz Carroll commence à étudier la musique avec son père, Kevin Carroll, qui joue surtout de l'accordéon, à l'âge de cinq ans. Elle suit des cours de violon classique à l'école paroissiale du quartier où elle habite, à l'âge de neuf ans, dans la classe où une religieuse, nommée sœur Francine, enseigne cet instrument. Elle commence rapidement à fréquenter les réunions de l'Association des Musiciens traditionnels Irlandais de Chicago ((en)Irish Traditional Musicians Association) où elle complète les connaissances de la musique traditionnelle irlandaise que son père et son grand-père, Tom Cahill, qui habite Dublin et qui joue lui aussi du violon, lui ont transmises, aux côtés de musiciens fameux pour leurs connaissances et leur virtuosité à interpréter celle-ci. Parmi les nombreux artistes avec lesquels elle joue figurent notamment le violoneux Johnny McGreevy, la pianiste Eleanor Neary, les accordéonistes Kevin Keegan et Joe Cooley, les flûtistes Séamus Cooley et Kevin Henry, et le sonneur Joe Shannon.
Le premier enregistrement de la violoniste date de 1978, en collaboration avec Tommy Maguire, Kiss Me Kate. L'année suivante, elle publie son premier album solo, puis un second en 1988.
En 1992, elle cofonde Trian avec Billy McComiskey et Dáithí Sproule. L'ensemble a enregistré deux albums.
En 1994, elle reçoit le prix national pour le Arts’ National Heritage Fellowship.
Elle enregistre Lost In The Loop en 2000, qui reçoit le prix du meilleur album dans la catégorie celtique et îles britanniques cette année-là.
2002 voit la parution de l’album solo Lake Effect, suivi plus récemment de In Play et Double Play avec le guitariste John Doyle. Liz Carroll se produit en solo, et très souvent aussi avec John Doyle.
Elle a publié un recueil de 200 compositions, sous le titre Collected: Original Irish Tunes.

### The Green Fields of America
The Green Fields of America (en) est un ensemble de musiciens, surtout conçu pour s'exprimer sur scène, destiné à promouvoir la musique traditionnelle irlandaise, qui fut créé en 1978, à Philadelphie, par Mick Moloney (en) qui l'anime et le dirige toujours.
Liz Carroll a fait partie, avec Jack Coen, Charlie Coen, Michael Flatley, Sean McGlynn, et Mick Moloney de la formation originale de cet ensemble qui a publié deux albums, enregistrés en public, de concerts auxquels elle ne participait pas. Elle a participé à trois tournées de cet ensemble.

### The String Sisters
En 1998, Liz Carroll participe à une rencontre entre musiciens, au festival annuel des Celtic Connections, à Glasgow. La violoniste originaire des îles Shetland, Catriona MacDonald (en), ayant accepté la mission de recruter un groupe de femmes violonistes, destiné à l'origine à ne jouer qu'une seule fois au cours de la soirée de clôture, elle invite cinq amies : Liz Carroll, la suédoiseEmma Härdelin, l'américaine Liz Knowles (qui a été l'une des violonistes de Riverdance), la norvégienne Annbjørg Lien, et l'irlandaise Mairéad Ní Mhaonaigh. La prestation de ce sextet fut le clou du festival, et ce même groupe participe depuis sporadiquement à des tournées dont l'une a permis la publication d'un album, enregistré en public, intitulé Live en 2007.

## Discographie

### Albums de Liz Carroll
Liz Carroll a publié sous son nom les albums suivants :
- A Friend Indeed (1979, réédité en 1995);
- Liz Carroll (1988, réédité en 1993) ;
- Lost in The Loop (2000) ;
- Lake Effect (2002) ;

### Albums avec Tommy Maguire
Liz Carroll a réalisé, en collaboration avec Tommy Maguire les albums suivants :
- Kiss Me Kate (1978).

### Albums avec Trian
Liz Carroll a participé aux albums suivants du groupe Trian :
- Trian (1992) ;
- Trian II (1995).

### Albums avec Cherish the Ladies
Liz Carroll a participé aux albums suivants du groupe Cherish the Ladies :
- Irish Women Musicians of America (1995) ;
- Country Crossroads (2011).

### Albums avec String Sisters
Liz Carroll a participé aux albums suivants de l'ensemble String Sisters :
- Live (2007).

### Albums avec John Doyle
Liz Carroll a réalisé, en collaboration avec John Doyle les albums suivants :
- In Play (2005) ;
- Double Play (2009).

## Prix et distinctions
En 1988, Liz Carroll fait partie des musiciens sélectionnés pour jouer dans le cadre du « premier congrès américain de violon » (First American Congress of the Violin), présidé par Yehudi Menuhin.
En 1999, Richard M. Daley, maire de Chicago, proclame, dans le cadre de la Fête celtique de Chicago (en), le 19 septembre, Journée Liz Carroll.
En 2009, à l'occasion de la Saint-Patrick, Liz Carroll et John Doyle sont invités par Nancy Pelosi, présidente de la Chambre des Représentants des États-Unis à divertir les invités reçus au Capitole, au premier rang desquels le président Barack Obama et le taoiseach Brian Cowen.
En 2010, le journal The Irish Voice (en), place Liz Carroll dans sa liste annuelle des 50 femmes américaines d'origine irlandaise les plus influentes.
En 2010, Liz Carroll devient la première interprète américaine de musique traditionnelle irlandaise à être nommée, avec John Doyle, pour un Grammy Award, pour leur album « Double Play », dans la catégorie meilleur album de World Music.
En 2011, la télévision irlandaise TG4 décerne à  Liz Carroll, le titre de Compositeur de l'année ((ga)« Cumadóir », (en)« Composer ») dans le cadre de ses Victoires de la Musique Traditionnelle ((ga)TG4 Gradam Ceoil 2011, (en)TG4 Traditional Music Awards 2011).